# Half Heaven
Pour plus de détails, voir Fiche technique et Distribution.
Half Heaven est un film camerounais réalisé par Enah Johnscott, sorti en 2022. Le film a été tourné dans la ville de Limbé.  

## Synopsis
Le film suit l'histoire de Kizito, un pasteur envoyé dans une communauté afin de prêcher. Une fois sur place il va faire face à de nombreuses difficultés et sera sauvé par une prostituée de la communauté qui va l'héberger et l'aider dans sa mission.

## Distinctions
En 2024, le film remporte 5 prix au festival Écrans noirs dont celui du Prix du jury long métrage international,. En 2025, il fait partie de la sélection officielle du FESPACO 2025. Ce long métrage a été retenu en 2023 par le comité de sélection des Oscars du Cameroun pour représenter le pays à la 96e cérémonie des Oscars. 

## Fiche technique
- Titre : Half Heaven
- Réalisation : Enah Johnscott
- Scénario : Proxy Buh
- Son : Wilfred Planner Kaleng
- Montage : Diba J. Blerk
- Société de production :
- Pays d'origine :  Cameroun
- Durée : 127 minutes
- Date de sortie : 2022
- Langue : anglais, pidgin camerounais

## Distribution
- Syndy Emade : Bisona
- N.R. Seehofer : Kisito
- Chidi Mokeme : Tita
- Lilian Mbeng : Asheri
- Malvis Ann : Bella
- Ralph Obi Tambe : Epie
- Lysongo Robinson : Exodus
- Steve Fonkam : Pastor Luma

## Sélection
- 2023 : nommé pour l’Oscar du meilleur film en langue étrangère